# Busturia
Busturia é um município da Espanha na província da Biscaia, comunidade autónoma do País Basco, com 19,63 km² de área. Em 2021 tinha 1 649 habitantes (densidade: 84 hab./km²).

## Demografia
| Variação demográfica do município entre 1991 e 2004 | Variação demográfica do município entre 1991 e 2004 | Variação demográfica do município entre 1991 e 2004 | Variação demográfica do município entre 1991 e 2004 |
| --------------------------------------------------- | --------------------------------------------------- | --------------------------------------------------- | --------------------------------------------------- |
| 1991                                                | 1996                                                | 2001                                                | 2004                                                |
| 1729                                                | 1640                                                | 1662                                                | 1685                                                |